# バイロン・モレノ
バイロン・アルデマ・モレノ・ルアレス（Byron Aldemar Moreno Ruales, 1969年11月23日 - ）はエクアドルの首都キト出身の元サッカー審判員。
かつては国際サッカー連盟（FIFA）の国際審判員として活躍していたが、2002 FIFAワールドカップ以後にもエクアドルで疑惑のジャッジを続けたためFIFAから資格停止処分を受け、33歳の若さで審判業から引退した。

## 経歴
1996年1月にエクアドルのプロサッカーリーグ（セリエA）の審判に就任。1997年6月のボリビア対ベネズエラ戦で初めて国際試合の主審を務めた。主審として2002 FIFAワールドカップに参加（当時32歳）。6月18日の韓国対イタリア戦を裁いた。この試合中、トッティに2枚のイエローカードを出して退場処分とし、延長戦ではイタリアのゴールをオフサイドと判定した。このふたつの判定はのちにFIFA公式ライセンスを取得した会社が発行したDVDである「FIFA FEVER」において「世紀の10大誤審（ワールドカップの10大誤審）」の6位と7位に選定されている。この事件はイタリア国内で大きく取り上げられ、ローマの検察なども動いた。
また、2002年9月8日には出身地であるキト市を本拠地とするLDUキト対グアヤキル市を本拠地とするバルセロナSCという、エクアドル国内で最も白熱する一戦において主審を受け持った。オフィシャル（公式）がロスタイムを6分と表示したにもかかわらず、LDUキトが逆転するまで試合終了の笛を吹かなかった。そのロスタイムは12分にも及んだ。ロスタイム突入時点ではアウェイのバルセロナSCが2-3とリードしていたが、99分にLDUキトが同点、そして101分に逆転ゴールを記録。その直後に試合終了の笛を吹いた。オフィシャル通りなら97分になる前（96分〜約96分59秒の間）に試合が終了していたはずであった。この年の10月20日にキト市の市議選に立候補しており、票集めの為に地元チームLDUキトを勝たせたのではないかとの疑惑を呼んだ。なお、市議選には落選している。
2002年9月10日、エクアドルサッカー連盟 (FEF) はこの試合を受け、モレノを20試合の資格停止処分にすると発表した。
2002年9月13日、FIFAはイタリアサッカー連盟 (FIGC) から調査要請を受けていた2002 FIFAワールドカップ韓国対イタリア戦での誤審とさらに前述のエクアドルリーグセリエA（1部リーグ）のLDUキト対バルセロナSC戦で長いロスタイムをとった件についてモレノの調査に乗り出した。
2003年1月、FIFAは調査の結果、2002 FIFAワールドカップでの同審判の規律違反はなかったと発表した。
2003年5月3日、エクアドルリーグセリエB（2部リーグ）の試合で現場に復帰した。
同年5月、復帰後3試合目となったエクアドルリーグセリエA前期リーグ第13節デポルティーボ・クエンカ対デポルティーボ・キト戦で、モレノ主審はアウェイチームのデポルティーボ・キトの選手3名に対しレッドカードを提示し退場させた。あからさまなホームチームのデポルティーボ・クエンカへの有利な判定だった。尚、試合自体は1対1で引き分けに終わった。
この試合のジャッジにより、エクアドルサッカー連盟から再び1試合の出場停止処分を受け、2003年6月にモレノは審判員を引退した。当時は33歳で、サッカーの審判員としては早い引退だった。

### 引退後
引退後、審判員養成学校を設立し、後進の指導に当たっていた。
2010年9月、米国ニューヨークのケネディ国際空港においてヘロインの大量所持容疑で逮捕され、懲役30ヵ月となったが、模範囚であったことから刑期が短縮されて2012年12月にエクアドルに送還された。

## エピソード
20試合の審判資格停止処分中、2003年1月にイタリアに渡り、イタリア国営放送第2チャンネル (Rai Due) のバラエティ番組「Stupido Hotel（イタリア語でバカ・ホテルの意味）」に出演した。同番組冒頭で、黒いビニールのレインコートを着たモレノ主審が、お札がはみ出したアタッシュケースを片手に「こんにちは、皆さん。私は誰もが知る国際レフェリー、バイロン・モレノでございます。私が持つこのカバンの中には、ぎっしりとキャッシュが詰まっています。このお金でみんなで派手に遊びましょう」と挨拶した。これは2002 FIFAワールドカップの韓国対イタリア戦の判定で大金を得たとする自身への疑惑を揶揄したものだった。
同番組のインタビューコーナーで、元サッカー選手で現在解説者のジョゼ・アルタフィーニから2002 FIFAワールドカップの韓国対イタリア戦の誤審について尋ねられたモレノ主審は、自分のジャッジは正当と主張した（「トンマージはオフサイドだった。副審は確かだと言っていた」、「トッティは明らかにダイブした。すでにイエロー1枚が出されていたから退場は当然の処分だった」など）。また、同番組のインタビューコーナーで「レフェリー（審判）はあくまでも人間なので、間違いを犯すこともある。間違いを絶対犯さない人間は3種類だけいる。それは生まれなかった人、死んでしまった人、それと何もしない人の3種類だ」とも発言した。同番組のエンディングでは番組側のドッキリとして、レフェリーの制服に着替えたモレノ主審に対し、頭上から大量の水を浴びせた。モレノ主審本人は同番組の出演料を「3,000ユーロ（約36万円）の報酬」と公言しているが、実は支払われた額は25,000ユーロ（約300万円）だったという。
サッカー審判から引退する理由として「自分に対する評価が不当に低いから」と語ったという。